# Зіньківщина, рідний край: Історичний огляд
Зіньківщина, рідний край: Історичний огляд — історико-краєзнавча збірка. Вийшла в 2013 році за організаційної підтримки Зіньківської районної державної адміністрації та районної ради. Укладач і літературний редактор — краєзнавець Микола Гриценко.

## Характеристика книги
Дане видання є найновішою на даний момент узагальнюючою працею про історію Зіньківського району. При його укладанні було враховано досвід випуску попередніх видань. Змін і доповнень зазнала інформація про практично всі історичні періоди в основному розділі книги.
Від попередніх видань збірку відрізняє наявність окремих нарисів біографічного та генеалогічного характеру, нарису про лемків Зіньківщини. У книзі також наявні короткі біографічні відомості про знатних людей (всього 184 персоналії), що так чи інакше пов'язані з краєм.
До роботи над збіркою залучалися професійні науковці, що були авторами, рецензентами та консультантами.

## Зміст
- Олександр Терещенков, Сергій Ващенко. До читача
- М. М. Гриценко. Переднє слово
- М. М. Гриценко. Короткий нарис історії Зіньківщини[1]

1. Додаток І. Дворяни Зіньківського повіту (кінець ХІХ — початок ХХ століття)
2. Додаток ІІ. Предводителі дворянства Зіньківського повіту
3. Додаток ІІІ. Керівники Зіньківського району[2]

- М. М. Гриценко. Прізвища мешканців Зіньківщини та місцеві назви східного (тюркського) походження[3]
- М. М. Гриценко. Пани Рощаковські та село Новоселівка
- А. В. Салій. Саранчови
- М. С. Ткачик. Довга дорога з батьківських земель на Велику Україну (спогади про колишніх мешканців с. Кам'яна)[4]
- А. А. Нестеренко. Мій трудовий шлях (зі спогадів голови колгоспу)
- Г. П. Шевченко. Спогади про Антарктиду
- Почесні громадяни, керівники, депутати (укл. Зіньківська ЦРБ, М. М. Гриценко)
- Видатні люди Зіньківського району (укл. Зіньківська ЦРБ, М. М. Гриценко)
- Післямова